# 金国威
金国威（英語：Jimmy Chin，1973年10月12日—）是一位美国华人职业登山家、职业滑雪者、摄影师，及电影导演。他導演的《徒手攀岩》一片獲得2019年奧斯卡最佳紀錄片獎 。

## 生平
1973年出生于美国明尼苏达州，父母都是華人，父親出生在中國温州、母親出生在中國哈爾濱，並於第二次國共內戰期間逃至台灣及後移民到美國，而他們都是圖書管理員。毕业于卡尔顿学院。他组织并领导了多次攀登及高山滑雪，并探索考察了中国、巴基斯坦、尼泊尔、坦桑尼亚、乍得、马里、南非、婆罗洲，印度和阿根廷。他的成就包括攀登珠穆朗瑪峰，并在顶峰进行高山滑雪、进行有史以来首次巴基斯坦喀喇昆仑山巨墙和印度北部喜马拉雅山峰塔间的攀爬，及徒步跨越西藏西北部藏北高原。
无论是在镜头前还是镜头后，他都是众多出版物的焦点，其中包括《国家地理》、《戶外》和《旅程》。他与他的妻子伊莉莎白·柴·瓦沙瑞莉一起拍摄纪录片《梅鲁峰》和《徒手攀岩》，后者记述攀岩运动家亞歷克斯·霍諾爾德在2017年徒手征服酋长岩的故事，并赢得2019年奥斯卡奖的最佳纪录片奖。

## 探险生涯
在他的职业生涯的早期，金国威组织数次到巴基斯坦的喀喇昆仑山脉的探险，并在2001年和北脸签署赞助协议。
2002年，国家地理的一个探险队邀请他加入一项探险穿越，在没有外部支援的情况下穿越西藏高原的藏北高原，同行的是Galen Rowell、Rick Ridgeway，和Conrad Anker。這次探险成为《国家地理》2003年4月号的主题报道，并被记载在Rick Ridgeway所著的一书中。
2003年，金國威和Stephen Koch前往珠穆朗玛峰。他们试图以不需補充氧氣、固定的绳索和营地的阿爾卑斯式攀登，直接從北面經由日本雪溝（Hornbein Couloir）到霍恩濱雪溝。他们没有成功，两人差點死於雪崩。
2004年5月，金国威同 David Breashears  和 Ed Viesturs 一同攀登珠峰，并将过程与史蒂芬·戴爾卓 （影片《时时刻刻》的导演）一起拍摄成一部Working Title的纪录片。2005年，金国威和Ed Viesturs 一起攀登了安娜普纳峰，Ed Viesturs
成功登顶，并完成了他不使用氧气瓶攀登世界上所有8000米以上高峰的壮举。金国威拍摄了此次探险，这次攀登故事也成为了《旅程》杂志2005年9月号的主题文章。
2006年10月，他同Kit和Rob DesLauriers成为第一例在珠穆朗玛峰进行速降滑雪的美国人，他们是唯一从峰顶滑下，并且在南柱线路进行滑降的人。
2007年5月，金国威作为登山者和探险摄影师参加了珠峰海拔探险，这次探险尝试重蹈George Mallory和Sandy Irvine在珠峰北坡最终的致命行程。
2011年9月，他和Conrad Anker、Renan Ozturk再次嘗试攀登顶梅鲁峰。
除了在喜马拉雅进行的主要探险之外，金国威还参与了多项攀岩和滑雪探险活动，区域遍及加拿大巴芬岛、婆罗洲、西非马里、乍得、皮特凯恩岛以及其他许多偏远地区。
2011年，金国威同Conrad Anker 和 Renan Ozturk在印度境内的喜马拉雅山加瓦尔地区，首次对梅鲁中央雪峰的鲨鱼鳍线路进行了成功攀爬。它们在2008年曾经在同一线路进行过尝试，但在距离峰顶100米处不得不因故被迫撤离。他们为此次攀登拍摄了纪录片《梅魯峰》。
2024年9月，由金國威率領的國家地理紀錄片團隊在聖母峰絨布冰川處發現了安德鲁·欧文的屍體殘骸。團隊發現了一隻斷腳穿著登山靴，襪子縫著歐文的名字，但沒有找到兩人攜帶的相機，因此仍然不知道他們是否在百年前登頂聖母峰。

## 电影拍摄生涯
金国威在Rick Ridgeway的指导下于2003年开始进行影片拍摄。他作为电影摄影师的首次尝试是为国家地理 所拍摄的时长一小时的电视片特辑《死亡时尚》。他随后与David Breashears合作，拍摄了Ed Viesturs攀登珠峰的纪实。他还与Woodshed制片公司的Chris Malloy合作，拍摄了纪录片《南部180度》。
2010年，金国威與Tim Kemple、Renan Ozturk一起成立了制片公司Camp 4 Collective。他指导并拍摄了多个商业品牌的广告片，包括：北脸、倍耐力轮胎、苹果等。2014年，金国威把Camp 4 Collective制片公司出售给了他的合作伙伴。
金国威和妻子伊丽莎白·柴·瓦沙瑞莉合作拍摄了主题纪录片《梅鲁峰》，该片记述了他在2011年的攀登过程。瓦沙瑞莉从業餘登山者的角度为影片做了深入浅出地诠释，该片在2015年圣丹斯电影节上进行了首映，并赢得了美国观众纪录片奖。
2017年6月3日，金国威带领的摄制组拍摄了艾力克斯·霍諾德首次无绳索攀登优胜美地国家公园酋长岩的过程。通过再次与瓦沙瑞莉合作，他们制作了纪录长片《赤手登峰》。《赤手登峰》在2018多伦多国际电影节上赢得了纪录片人民选择奖，2019年BAFTA最佳纪录片奖，以及2019年的奥斯卡奖最佳纪录长片奖.
2023年，與妻子伊莉莎白·柴·瓦沙瑞莉製作首部劇情片《泳不放棄》，講述橫渡佛羅里達海峽的傳奇游泳健將黛安娜·耐德的故事。